# ATP-toernooi van Zaragoza
Het ATP-toernooi van Zaragoza (ook bekend als het Torneo de Zaragoza) was een tennistoernooi dat in 1993 en 1994 plaatsvond op indoor tapijtbanen in de Spaanse stad Zaragoza. 

## Finales

### Enkelspel
| Jaar | Winnaar        | Runner–up      | Score in Finale |
| ---- | -------------- | -------------- | --------------- |
| 1994 | Magnus Larsson | Lars Rehmann   | 6-4, 6-4        |
| 1993 | Karel Nováček  | Jonas Svensson | 3-6, 6-2, 6-1   |

### Dubbelspel
| Jaar | Winnaars                  | Runners–up                | Score in Finale |
| ---- | ------------------------- | ------------------------- | --------------- |
| 1994 | Henrik Holm Anders Järryd | Martin Damm Karel Nováček | 7-5, 6-2        |
| 1993 | Martin Damm Karel Nováček | Mike Bauer David Rikl     | 2-6, 6-4, 7-5   |

ITF-toernooien (mannen en vrouwen)

ATP-toernooien (mannen) – ATP-seizoen 2025

WTA-toernooien (vrouwen) – WTA-seizoen 2025

Voormalige toernooien mannen
Voormalige toernooien vrouwen
Voormalige amateurtoernooien
1993 · 1994